# Symphysia floccosa
Symphysia floccosa är en ljungväxtart som först beskrevs av Louis Otho Otto Williams, och fick sitt nu gällande namn av Louis Otho Otto Williams. Symphysia floccosa ingår i släktet Symphysia och familjen ljungväxter. Inga underarter finns listade i Catalogue of Life.